# Mico schneideri
Mico schneideri là một loài marmoset trong chi Mico thuộc họ Callitrichidae. Là loài đặc hữu Brasil, chúng được tìm thấy trong rừng mưa Amazon thuộc bang Mato Grosso của Brasil. Loài này được tìm thấy trên dải đất giữa hai sông giữa sông Juruena và Teles Pires. Marmoset của Schneider được tìm thấy ở vùng nguyên sinh và thứ cấp rừng nhiệt đới ẩm và trong vùng chuyển tiếp sang Cerrado.
Trước đây bị xác định nhầm là Mico emiliae, một nghiên cứu về hình thái học và phát sinh loài vào năm 2021 cho thấy loài này rất khác biệt và mô tả chính thức là một loài mới. Mico schneideri có phần lưng màu chì và viền dưới màu kem bạc. Có bộ lông màu xám ở sau gáy và trên đỉnh đầu. Tay của nó màu cam nhạt, chân màu cam và đuôi màu đen.